# Puerto Padre
Puerto Padre ist eine Stadt und ein Municipio in der Provinz Las Tunas in Kuba. Die Stadt liegt in der nördlichen Küstenregion der Provinz an der gleichnamigen Puerto-Padre-Bucht. Puerto Padre hatte 2004 eine Einwohnerzahl von 93.705 bei einer Fläche von 1178 km².
Die Stadt ist in die Barrios (Stadtteile) von Chaparra, Delicias, Estrada Palma, La Lima, La Yaya, Los Alfonsos, Maniabón, Norte, San Manuel, Santa Maria, Sur, Vedado und Yarey unterteilt.
Die Geschichte der Stadt geht zurück bis ins 16. Jahrhundert. Ab Mitte des 19. Jahrhunderts erfolgte die ersten Ansätze einer Industrialisierung der Zuckerrohrproduktion beziehungsweise die Veredelung des Rohstoffes mit dem Bau einer ersten Zuckerrohrpresse. Heute ist der Tourismus ein wirtschaftlicher Faktor für die Stadt und Region.

## Persönlichkeiten
- Dulce García (1965–2019), Speerwerferin
- Alfredo Levy (1914–1999), Pianist, Musikpädagoge, Chorleiter und Komponist

Koordinaten: 21° 12′ N, 76° 36′ W